# 東日本実業団対抗女子駅伝競走大会
東日本実業団対抗女子駅伝競走大会（ひがしにほんじつぎょうだんたいこうじょしえきでんきょうそうたいかい）は、1990年から2014年までの間に東日本実業団陸上競技連盟が主催していた日本の駅伝大会である。

## 概要
11月に埼玉県で開催されていた駅伝大会で、全日本実業団対抗女子駅伝競走大会の予選会となっていた。第19回大会（2008年11月3日）よりさいたま新都心駅前をスタートして熊谷スポーツ文化公園陸上競技場をゴールする。旧中山道沿いに埼玉県をほぼ縦断するコースを6人で繋いで行く42.195kmで争う。男子の第49回東日本実業団対抗駅伝競走大会（7区間77.5km）と同時開催となり、2大会を総称して「彩の国実業団駅伝大会」という名称を用いていた（現在は男子駅伝単独の愛称として使用）。
TBSテレビで同日午後に録画中継されており、番組名は『しまむらスポーツスペシャル・東日本実業団女子駅伝○○○○（年号）』となっている。2009年・2011年は、男女同時放送とし、『しまむらスポーツスペシャル 東日本実業団駅伝○○○○（年号）〜彩の国 EKIDEN〜』として放送した（2010年・2012は再び別々に放送下した）。
以前は、埼玉県庁をスタートして旧中山道を進み、さいたま新都心駅前を通り、鴻巣市街地で折り返して上尾運動公園陸上競技場をゴールするコースであったが、男子大会との同時開催に伴いルートを再設定、スタート地点をさいたま新都心駅前までシフトさせた上で鴻巣市で折り返さずに熊谷市に向かうルートに変更した。
2015年から全日本大会の改革で、シード制導入されるのと同時に、全国3か所で行われていた予選会を全日本実業団対抗女子駅伝競走大会予選会（プリンセス駅伝in宗像・福津）に一本化することとなり、当大会も終了した。
主催
東日本実業団陸上競技連盟
後援
毎日新聞社、TBS、埼玉県、埼玉県教育委員会、沿線自治体（※）、沿線各自治体 教育委員会、埼玉県体育協会、沿線各自治体 体育協会、埼玉県公園緑地協会
※ 沿線自治体：さいたま市・上尾市・桶川市・北本市・鴻巣市・行田市・熊谷市・深谷市（深谷市は女子駅伝では通過しない。男子駅伝との同時開催によるもの）
運営協力
埼玉陸上競技協会
特別協賛
しまむら

## コース紹介
2008年より

### 1区（6.795km）
- スタート/JRさいたま新都心駅東口（さいたま市大宮区） - 宮原小学校前（さいたま市北区）

### 2区（3.1km）
2008・2009年は3.15km
- 宮原小学校前 - JR上尾駅入口（上尾市）

### 3区（12.2km）
2008・2009年は11.95km
- JR上尾駅入口 - JR鴻巣駅入口（鴻巣市）

### 4区（3.8km）
2008・2009年は4.0km
- JR鴻巣駅入口 - JR北鴻巣駅入口（鴻巣市）

### 5区（10.0km）
- JR北鴻巣駅入口 - マロウドイン熊谷前（熊谷市）

### 6区（6.3km）
- マロウドイン熊谷前 - JR熊谷駅入口（熊谷市） - 熊谷スポーツ文化公園陸上競技場（熊谷市）/ゴール

## 過去のコース紹介と区間記録

### 1区（6.6km）
- スタート/埼玉県庁（さいたま市浦和区高砂）-MTビル前（さいたま市大宮区宮町）
- 20分04秒 オンゴリ・フィレス・モラー（英語版）（ホクレン、2005年）

### 2区（3.695km）
- MTビル前（さいたま市大宮区宮町）-グランコート前（さいたま市北区宮原町）
- 11分16秒 大平美樹（三井住友海上、2003年）

### 3区（10.0km）
- グランコート前（さいたま市北区宮原町）-松本オートサービス前（北本市二ツ家）
- 31分01秒 オンゴリ・フィレス・モラー（ホクレン、2007年）

### 4区（4.0km）
- 松本オートサービス前（北本市二ツ家）-サンマンション北本前（北本市東間）
- 12分22秒 大平美樹（三井住友海上、2004年）

### 5区（11.1km）
- サンマンション北本前（北本市東間）-ブリヂストン河野前（鴻巣市加美）-ネッツトヨタ埼玉前（桶川市北）
- 34分37秒 赤羽有紀子（ホクレン、2007年）

### 6区（6.8km）
- ネッツトヨタ埼玉前（桶川市北）-上尾運動公園陸上競技場（上尾市愛宕）
- 21分19秒　坂下奈穂美（三井海上、2000年）

## テレビ放送（2014年）
- 製作著作 TBS

### 中継放送局・時間
- TBSテレビ（中継制作局）、北海道放送、テレビユー山形、東北放送　14:00 - 15:53（録画）

### 中継出演者
別記無い場合はすべてTBSアナウンサー
- 第1移動車
  - 解説：増田明美（ロサンゼルスオリンピック女子マラソン代表）
  - 実況：新タ悦男
- 第2移動車
  - 実況：伊藤隆佑
- 熊谷スポーツ文化公園陸上競技場（ゴール）
  - 実況：椎野茂
- 中継所実況
  - 第1・4中継所：小笠原亘
  - 第2中継所：熊崎風斗
  - 第3・5中継所：初田啓介

## 歴代優勝チーム
| 年     | 回 | 優勝チーム                       | タイム                 |
| ------ | -- | -------------------------------- | ---------------------- |
| 1990年 | 1  | リクルート                       | 1時間38分21秒          |
| 1991年 | 2  | リクルート                       | 1時間38分55秒          |
| 1992年 | 3  | 資生堂                           | 2時間21分22秒          |
| 1993年 | 4  | リクルート                       | 2時間18分36秒          |
| 1994年 | 5  | 富士銀行                         | 2時間16分19秒          |
| 1995年 | 6  | 富士銀行                         | 2時間15分43秒          |
| 1996年 | 7  | 資生堂                           | 2時間16分41秒          |
| 1997年 | 8  | 日立製作所                       | 2時間17分29秒          |
| 1998年 | 9  | 積水化学                         | 2時間15分25秒          |
| 1999年 | 10 | あさひ銀行                       | 2時間16分12秒          |
| 2000年 | 11 | 三井海上                         | 2時間13分39秒          |
| 2001年 | 12 | 三井住友海上                     | 2時間14分46秒          |
| 2002年 | 13 | 三井住友海上                     | 2時間13分52秒          |
| 2003年 | 14 | 三井住友海上                     | 2時間13分35秒          |
| 2004年 | 15 | 三井住友海上                     | 2時間12分57秒=大会記録 |
| 2005年 | 16 | 三井住友海上                     | 2時間15分07秒          |
| 2006年 | 17 | 三井住友海上                     | 2時間13分58秒          |
| 2007年 | 18 | 三井住友海上                     | 2時間13分09秒          |
| 2008年 | 19 | 三井住友海上                     | 2時間15分19秒          |
| 2009年 | 20 | 豊田自動織機                     | 2時間19分20秒          |
| 2010年 | 21 | 第一生命                         | 2時間18分46秒          |
| 2011年 | 22 | 第一生命                         | 2時間17分21秒          |
| 2012年 | 23 | ユニバーサルエンターテインメント | 2時間15分58秒          |
| 2013年 | 24 | ユニバーサルエンターテインメント | 2時間16分13秒          |
| 2014年 | 25 | ユニバーサルエンターテインメント | 2時間18分36秒          |

第1回-第2回大会は5区間30km